# Ekran monochromatyczny
Ekran monochromatyczny - nazwa wyświetlaczy ciekłokrystalicznych cechujących się możliwością wyświetlania tylko 2 stanów - czarnego pola i wyłączonego. Występują wersje dotykowe. Najczęściej posiadają także podswietlenie (np. w telefonach komórkowych)